# Blue War
Blue War est un jeu vidéo de simulation de sous-marins créé par Alain Guiri, édité par Free Game Blot pour Amstrad CPC, Atari ST et Thomson MO et TO.
Blue War comporte un total de 9 écrans, chacun correspondant à une zone du sous-marin.
Sur les Thomson, les versions MO5 et TO7 sont simplement appelées Blue War, utilisant le mode vidéo de base (320x200 16 c avec 2 couleur/8 pxl), tandis que les versions MO6 et TO8/TO9, réécrits en mode 160x200 16 couleurs (moins limité au niveau des couleurs/pixel mais les pixels sont 2 fois plus larges) s'appellent Blue War 2 tout comme pour la version Amstrad très proche graphiquement (mode 160x200 16 couleurs). La version Atari ST (320x200 en 16 couleurs réels) s'appelle Blue War 3. Les 3 versions sont identiques dans le gameplay et ne diffèrent que par le mode vidéo.

## Accueil
D'après le site CPCRulez, le jeu a « un graphisme très réussi, des couleurs et une mise en scène remarquables » qui « en font un jeu passionnant ».
Le magazine Amstrad Action lui donne les notes suivantes :
- Graphisme : 9
- Mouvement : 9
- Son : 9
- Action : 9
- Addiction : 10